# Józef Czerniawski (aktor)
Józef Czerniawski (29 sierpnia 1914 w Wilnie, zm. 8 sierpnia 1993 w Suwałkach) – polski aktor teatralny i filmowy.

## Życiorys
W latach 1935-1945 (z przerwą w okresie od 1941 do 1944 roku) występował w wileńskim Teatrze Muzycznym "Lutnia". Po zakończeniu II wojny światowej trafił do Ełku, gdzie grał w Wojskowym Teatrze Objazdowym. W kolejnych latach był członkiem zespołu Teatru Dramatycznego im. Aleksandra Węgierki w Białymstoku (1950-1956); w tym czasie zdał w Krakowie eksternistyczny egzamin aktorski (1953). Następnie występował na scenach: Teatru Ziemi Pomorskiej w Toruniu (1955-1959), Teatru Wybrzeże w Gdańsku (1959-1960), ponownie Teatru im. Aleksandra Węgierki w Białymstoku (1960-1964), Teatru Polskiego w Bydgoszczy (1964-1966) oraz do przejścia na emeryturę w 1989 roku - Teatru im. Stefana Jaracza w Olsztynie.
W 1968 roku wystąpił w spektaklu Teatru Telewizji ("200 000 i jeden" Salvato Capelli), a w latach 1969-1973 - w sześciu spektaklach Teatru Polskiego Radia. W 1951 roku otrzymał wyróżnienie na Festiwalu Polskich Sztuk Współczesnych za rolę Cartera w przedstawieniu "Zwykła sprawa" Adama Tarna.

## Filmografia
- Pod gwiazdą frygijską (1954) - Kot, policjant przeprowadzający rewizję u Tomczewskiego
- Warszawska syrena (1956)
- Faraon (1965) - arcykapłan Mentezufis
- Kopernik (1972) - odc. 2